# Silvester Home Run

Silvester Home Run est un court métrage allemand réalisé par Sebastian Bieniek et sorti en 2008. 

## Synopsis
Sven emmène son petit ami Dominik chez ses parents pour la toute première fois. À la fin de leur visite, son couple se brise. 

## Fiche technique
- Titre original : Silvester Home Run
- Format : noir et blanc - 16:9
- Réalisation : Sebastian Bieniek
- Date de sortie : 26 août 2008 festival des films du monde
- Genre : court métrage
- Durée : 13 minute